# 希巴利夫卡
51°20′33″N 31°51′8″E / 51.34250°N 31.85222°E
希巴利夫卡（烏克蘭語：Хибалівка）是位於烏克蘭北部切爾尼希夫州裏切爾尼希夫區的村莊，始建於1700年，面積2.82平方公里，海拔高度115米，2001年人口782。